# Chłopiec i jego pies (film)
Chłopiec i jego pies (ang. A Boy and His Dog) – postapokaliptyczny film science-fiction produkcji amerykańskiej z 1975 roku w reżyserii L.Q. Jonesa.
Podstawą scenariusza było opowiadanie pod tym samym tytułem Harlana Ellisona wydane w roku 1969. Poprawiona i poszerzona wersja opowiadania ukazała się w zbiorze historii „The Beast that Shouted Love at the Heart of the World” w roku 1976. Kontynuacja opowiadania pojawiła się pod postacią komiksu „Vic and Blood” przy współpracy z rysownikiem Richardem Corbenem.
Film prawdopodobnie był inspiracją dla George’a Millera, twórcy Mad Maxa, choć reżyser wypiera się tego po dziś dzień.

## Obsada
- Don Johnson – Vic
- Susanne Benton – Quilla June Holmes
- Jason Robards – Lou Craddock
- Alvy Moore – Dr Moore
- Helene Winston – Mez Smith
- Charles McGraw – ksiądz
- Tim McIntire – Blood (głos)

## Fabuła
Rok 2024. Świat wyniszczony czwartą wojną nuklearną. Na pustynnej powierzchni planety grasują grupy ocalałych ludzi. Cywilizacja weszła pod ziemię. Pożądanym towarem jest żywność, broń i kobieta, będąca jedynym źródłem przyjemności cielesnej. To rzadki towar. Gdy mężczyźni byli na froncie, przeciwnik bombardował miasta, zabijając cywilnych mieszkańców. Bohaterem jest młody chłopak, szukający jedzenia i spełnienia swoich seksualnych potrzeb. Za towarzysza ma psa. Vic, chłopak spędza dnie na przeszukiwaniu gruzów starego świata, miejsca, gdzie kiedyś znajdowało się Phoenix w stanie Arizona. Zdołał przetrwać swój osiemnastoletni żywot w głównej mierze dzięki psu, którego nazwał Blood. Blood jest skutkiem eksperymentów genetycznych, które wykształciły inteligentne, zdolne do mowy stworzenia. Mogą one jednak porozumieć się tylko z właścicielem, z którym są związane telepatycznie. Ich zadaniem jest, dzięki doskonałemu zmysłowi węchu, odnajdywanie łupów i kobiet, traktowanych jako istoty, dające chwilę przyjemności.
Blood wyczuwa Quillę June, kobietę. Znajomość nie kończy się po pierwszej nocy, bowiem ta zwabia Vica do Topeki, jednego z miast podziemnego świata. Nie ma tam jednak miejsca dla Blooda. Pożegnanie następuje przy bramie do podziemnej cywilizacji. Życie w Topece przypomina te z lat pięćdziesiątych. Władzę sprawuje Rada Starszych, panująca nad życiem każdego mieszkańca. Bowiem, gdy kończy się rola jednego z obywateli, wydawany jest dekret, w którym skazywany jest on na śmierć. Zachowując pozory, wpisuje się np. „śmiertelna choroba” bądź „wypadek przy pracy”. Wyroki wykonuje android, będący pod kontrolą Rady Starszych.

Quilla June była przynętą, mającą zwabić Vica do tej społeczności. Jego zadaniem ma być zapłodnienie wszystkich kobiet, z racji niepłodności mężczyzn żyjących w mieście. Początkowo Vic przystępuje do zadania z zaangażowaniem. Odpowiada mu także sama obecność ludzi, bowiem w czasie samotnego życia odzwyczaił się od obecności drugiego człowieka. Rzeczywistość jest inna. Nie liczy się on, lecz jego nasienie. Jest maszyną, mającą przedłużać społeczeństwo Topeki, swoistym bankiem spermy. Zamierza wydostać się na powierzchnię. Jedną z wielu przeszkód jest sama Quilla June. Pragnie przejąć władzę, a ma jej w tym pomóc Vic, który ostatecznie odmawia. Uczucie, jakie narodziło się między nimi podczas spotkania, nadal jest żywe. Zdrada wychodzi na jaw, na nią i jej wspólniczki zostaje wydany dekret, w którym zostają skazane na „wyjazd do gospodarstwa rolnego”. Zmusza to Quillę do ucieczki wraz z Vikiem. Na powierzchni zastają umierającego Blooda czekającego cały czas na swego pana. Może ożywić go tylko krew.

## Scenariusz
Pomysł na film zrodził się po przypadkowym przeczytaniu noweli Harlana Ellisona przez L.Q Jonesa, którą polecił mu jego operator filmowy – John Morril. Opowiadanie zrobiło na twórcy filmowym wrażenie, toteż następnego dnia nawiązano kontakt telefoniczny z samym pisarzem. Zawarty kontrakt zakładał napisanie scenariusza do filmu przez Ellisona. Z racji pracy pisarza nad innymi projektami, tworzenie scenariusza znacznie się wydłużyło. Do zakończenia prac nad scenariuszem wziął się L.Q. Jones. Każdą istotną zmianę musiał konsultować z twórcą noweli, jednak pisarz był zbyt zajęty, by osobiście nadzorować pracą. Zmiany poczynił istotne, bowiem zmienił początek, środek i rozbudował charakterystykę postaci. Wynikły z tego spory, jednak postanowiono zaczekać z ostateczną oceną do pokazów przedpremierowych. Jako całokształt produkcja została przez pisarza zaakceptowana, jednak ostrej krytyce poddał zakończenie filmu. Ostatnie sceny i słowa końcowego dialogu uznał on za zbyt mizoginistyczne. Proponował zmianę, na własny koszt, jednak przedpremierowy pokaz filmu w kształcie proponowanym przez L.Q. Jonesa wzbudził zbyt duże uznanie, by zmieniać sceny tuż przed zakończeniem przedsięwzięcia. Różnice zdań były także przy omawianiu wizji Topeki.

## Aktorzy
- Psem, grającym u boku Dona Johnsona był Tiger, występujący wcześniej w serialu Grunt to rodzinka (The Brady Bunch). Przed rozpoczęciem zdjęć zaczęto intensywne treningi, mające oswoić Tigera z osobą Dona Johnsona. Odbywały się w parku obok miejsca, gdzie kręcono film. Treser uczył Johnsona gestów, mających być wyraźnym komunikatem dla psa podczas kręcenia zdjęć. Celem było rozumienie poleceń wydawanych psu podczas akcji, bez wpatrywania się Tigera w osobę tresera. Sam Tiger podczas kręcenia zdjęć miał własny pokój w motelu, a nawet samochód, w którym transportowany był na plan zdjęciowy. Głos Blooda podkładał Tim McIntire, modyfikowany metodą komputerową.
- Don Johnson dostał rolę po castingu, w którym uczestniczyło blisko 600 osób. Dla ówcześnie nieznanego aktora film okazał się być przepustką do sławy. Po roli w A Boy and His Dog przyszły propozycje do telewizyjnych produkcji, których ukoronowaniem był serial Miami Vice.
- W obrazie L.Q. Jonesa zagrał ceniony aktor lat siedemdziesiątych – Jason Robards[potrzebny przypis]. Bliższa znajomość między oboma panami zaczęła się od obrazu Dzika banda (The Wild Bunch) Sama Peckinpaha. L.Q. Jones mając trzeciorzędną rolę w tym filmie, nawiązał kontakt z Robertem Ryanem, mającym jedną z głównych ról. Okazał się on być znajomym Jasona Robardsa. Początkowo to Robert Ryan miał wystąpić w produkcji, jednak na przeszkodzie stanęła choroba aktora. Mimo faktu, iż A Boy and His Dog był filmem o niskim budżecie, Robards po przeczytaniu scenariusza zagrał rolę Lou Craddocka. Nie zrobił tego bez wynagrodzenia, jednak kwota ta okazała się być o wiele niższą, niż normalna stawka dla aktora tej rangi.

## Krytyka
Filmowi zarzucano propagowanie treści mizoginistycznych. Uważano, iż obraz opiera się na szowinistycznych poglądach, w których kobieta jest przedmiotem seksualnym. Większość kontrowersji dotyczyło końcowego dialogu i sceny, podczas której Vic i Blood konsumują Quillę. Zarzucano zbytnią brutalność scen.
Harlan Ellison odciął się od filmu po premierze, sam krytykując reżysera za źle oddaną wizję jego noweli. Podobne zarzuty stawiane były przy wydawaniu opowiadania drukiem.

## Kontynuacja komiksowa
Harlan Ellison kontynuował historię pod postacią graphic novel, we współpracy z Richardem Corbenem. Zaczęto od wydania podstawowej wersji opowiadania metodą komiksową, po której wydano dalszą część historii.
Blood zostaje wyratowany, dzięki krwi zabitej Quilli. Jednak Vic zaczyna mieć wątpliwości w słuszność swojego wyboru. Nie zachowując należytej ostrożności, dostaje się w ręce gangu, jakich pełno grasuje po opustoszałej planecie. Blood odnajduje swego pana, jednak zastaje go skrajnie wyczerpanego i bliskiego załamania nerwowego. Nie mogąc się już bronić, zostaje schwytany przez zmutowanego pająka. Wstrzykuje on do ciała Vica jad, działającego niszcząco na organizm.
Harlan Ellison zakończenie opowiadania tłumaczył chęcią odcięcia się od dwójki bohaterów, chcąc zająć się nowymi projektami. Uważał, iż temat Vica i Blooda wyczerpał całkowicie.

## Kontynuacja filmowa
Rozważana była kontynuacja filmowa „Chłopca i jego psa”, jednak projekt nie wykroczył poza etap początkowego stadium produkcji. Istnieje wczesny scenariusz pisany przez Jonesa, zakładający początek nowego filmu w momencie zakończenia pierwszego. Do dwójki bohaterów miałaby dołączyć postać kobieca, imieniem Spike, wytrzymała i potrafiąca się bronić. Rozważana była także produkcja telewizyjna. Na komentarzu w wydaniu DVD L.Q. Jones wyjawił, iż całość tworzenia nie wykroczyła poza plany.

## Nagrody
Film otrzymał nagrodę Hugo w kategorii najlepsza prezentacja dramatyczna w 1976 roku.